# Pomniki przyrody w gminie Krościenko nad Dunajcem
Na terenie gminy Krościenko nad Dunajcem, w powiecie nowotarskim, w województwie małopolskim znajduje się 5 pomników przyrody, wszystkie we wsi Krościenko nad Dunajcem. Są to 2 aleje drzew, 2 grupy drzew i 1 pojedyncze drzewo. Aleje tworzone są głównie przez lipy drobnolistne (oraz klon jawor, klon zwyczajny i wiąz polny), grupy drzew składają się z jesiona wyniosłego, klonu zwyczajnego, klonów jaworów i modrzewia polskiego. Pojedyncze drzewo będące pomnikiem przyrody to jodła pospolita. Drzewo to ma obwód 473 cm i wysokość 25 m. 
Poniższa tabela przedstawia stan prawny pomników przyrody na terenie gminy:
| Nr | Lokalizacja                                                      | Forma             | Nazwa                                                  | Sztuk | Obwody [cm]   | Akt prawny | Zdjęcie |
| 1. | obok kościoła Wszystkich Świętych                                | grupa drzew       | jesion wyniosły, klon zwyczajny, klon jawor            | 3     | od 190 do 285 | Decyzja Rol. IX-3/52/63 PWRN w Krakowie z 25 października 1963                                                               |         |
| 2. | przy ulicy Polnej, prowadzącej ku źródłom „Stefan” i „Michalina” | aleja drzew       | 11 lip drobnolistych, 2 klony zwyczajne i 1 klon jawor | 14    | od 200 do 340 | Decyzja Rol. IX-3/53/63 PWRN w Krakowie z 18 listopada1963, Uchwała Nr V/39/2011 RG Krościenko nad Dunajcem z 24 lutego 2011 |         |
| 3. | przy ulicy św. Kingi                                             | aleja drzew       | 14 lip drobnolistych, 1 wiąz polny                     | 15    |               | Decyzja Rol. IX-3/127/63 PWRN w Krakowie z 30 listopada 1963, Rozp. Nr 3/09 Woj. Małop. z 31 lipca 2009                      |         |
| 4. | w lesie, ponad wąwozem Potoku Zakijowskiego, na tzw. „Debrze”    | pojedyncze drzewo | jodła pospolita                                        | 1     | 473           | Decyzja RL-op-8311/60/67 PWRN w Krakowie z 3 czerwca 1967                                                                    |         |
| 5. | przy nadleśnictwie                                               | grupa drzew       | 3 modrzewie polskie                                    | 3     | od 130 do 250 | Decyzja RLS-op -8311/34/75 Urz. Woj. w Krakowie z 12 maja 1975, Rozp. Nr 14/02 Woj. Małop. z 31 stycznia 2002                |         |

Do 2015 roku przy siedzibie Nadleśnictwa Krościenko rósł klon jawor o obwodzie 346 cm.